# スチュ・ハート
スチュ・ハート（Stu Hart、本名：Stewart Edward Hart、1915年5月3日 - 2003年10月16日）は、カナダのプロレスラー、トレーナー、プロモーター。

## 来歴
サスカチュワン州サスカトゥーン出身。エドモントン・エスキモーズにも所属したアメリカンフットボール選手でもあったが、レスリングの資質も高く、1939年にはカナダのナショナル選手権で優勝し、オリンピック代表にも選ばれたことがある。しかし、第二次世界大戦により1940年と1944年のオリンピック開催は中止、海軍に入隊し選手生活を続けていたが、出場することは叶わなかった。
終戦後、1946年にニューヨークでプロレスラーとして活動を始める。現役時代のスタイルはレスリングの経験に基づく関節技の達人で、俗に「シューター」と呼ばれるような実戦派レスラーだったと言われる。アメリカ各地を転戦後、1951年にカナダに戻り、アルバータ州カルガリーにプロレス団体クロンダイク・レスリング（後のスタンピード・レスリング）を立ち上げ、プロモーターとしての活動を開始した。またハート家の地下に造られた道場「ダンジョン」（地下牢の意）でホームステイさせている数々のレスラー志望者をトレーニングし、この中には世界規模のスーパースターになった者も少なくない。この団体はスチュの門下生の他に、日本やイギリスなど各地から選手を招聘して人気を高め、カナダで一大勢力を誇るようになる。
1960年のレスラー引退後も時折リングに上がり、1970年代は弟子でもあるアーチー・ゴルディーやウェイン・コールマンをはじめ、アブドーラ・ザ・ブッチャー、アンジェロ・モスカ、キラー・トーア・カマタ、シャチ横内、ギル・ヘイズ、カーティス・イヤウケア、ビッグ・ジョン・クイン、ミスター・ヒト、ジン・キニスキー、カール・フォン・ショッツ、ドン・ガニア、ミスター・セキなどのヒールと対戦。プロモーター業は1984年にスタンピード・レスリングをWWFに売却するまで続けた。「ダンジョン」での新人訓練は1992年、77歳で引退。2001年にはカナダ勲章を授与されている。
2003年10月16日、脳梗塞のため死去。88歳没。2010年、プロレス業界における功績を称え、WWE殿堂に迎えられた。